# One (песня Эда Ширана)
«One» (с англ. — «Единственная») ― песня британского певца и автора песен Эда Ширана для его второго студийного альбома x (2014). Он написал песню сразу после выпуска своего дебютного альбома + (2011). Это была последняя песня о его бывшей девушке, которая являлась вдохновителем всех романтических композиций в альбоме +. Сопровождающий клип на песню был снят на пустой арене Уэмбли SSE и предшествовал выходу песни 16 мая 2014 года. Это был первый рекламный сингл из альбома x. В Европе песня появилась в нескольких чартах; она достигла 18-го места в Великобритании, где 7 апреля 2014 года была сертифицирована как золотая за продажи не менее 400 000 единиц.

## Создание и выход
Вскоре после выпуска своего дебютного альбома + Ширан написал песню «One» в ноябре 2011 года, когда был на гастролях в Перте, Австралия. В своей гримёрке он сочинил песню на гитаре. «One» была первой песней, которую Ширан написал для своего второго студийного альбома x. Песня была спродюсирована Джейком Гослингом, который внёс свой вклад в большинство треков, представленных в дебютном альбоме Ширана. Гослинг владел студией Sticky Studios, расположенной в небольшой деревне Уиндлшем в графстве Суррей, где Ширан записал «One».
Ширан написал «One» как последнюю песню об Элис, своей бывшей девушке, которая вдохновила все романтические песни на +. Это единственная песня на x, которая относится к этим конкретным отношениям, в то время как остальная часть была посвящена «движению дальше и […] опыту, который [Ширан] получил с тех пор». По словам Ширана, песня является хорошим способом положить конец как этому периоду, так и этим отношениям. Он использует минимальный подход к этой балладе, которая характеризуется мягким бренчанием акустической гитары.
Сингл был выпущен 16 мая 2014 года в качестве первого промо-сингла от x. Он был доступен в качестве загрузки для тех, кто предварительно заказал альбом в iTunes Store. Рекламный релиз «One» должен был уравновесить «Sing», ведущий сингл альбома. «Sing» должен был создать шумиху вокруг выпуска альбома, но продюсеры опасались, что это оттолкнёт фанатов Ширана . Перед выпуском песни 2 мая 2014 года на YouTube-канале Ширана состоялась премьера официального видео. Чёрно-белое видео было снято на пустой арене Уэмбли в Лондоне, Англия. В нём Ширан исполняет вживую акустическую версию песни. Ширан исполнил «One» в своём туре x , который проходил с 2014 по 2015 год.

## Приём
После выхода альбома сингл получил положительные отзывы. Нил Маккормик из Daily Telegraph описал стиль Ширана в «One» вместе с «Photograph» как душевную балладу. Луиза Лоддер из No Ripcord считала, что бренчание и мелодии искренние. С другой стороны, Алексис Петридис из The Guardian предположил, что поразительные и красивые баллады в альбоме демонстрируют определённую новообретённую зрелость. Петридис посчитал, что «One» ― это навязчивая баллада с фальцетом. Энни Залески из A.V. Club отметила фальцет Ширана в хрупкой акустической обработке.
Сара Родман из The Boston Globe отметила сходство между «One» и синглом Ширана 2011 года «The A Team» за их мелодичность. Дэйв Хэнратти из Drowned in Sound придерживался того же мнения: Сингл «One» [был] создан из того же материала, что и «The A Team», хотя он отметил «One» как лучший. Джим Бевилья из издания American Songwriter заявил, что песня сочетает пьяное сожаление с романтической преданностью. В интервью на обложке с Шираном для Billboard Крис Уиллман высказал мнение, что на «One» Ширан использовал свой минималистский живой подход в максимальной степени.

## Чарты и сертификации
| Чарт(2014)                          | Высшая позиция |
| ----------------------------------- | -------------- |
| Australia (ARIA)                    | 72             |
| Австрия (Ö3 Austria Top 40)         | 45             |
| Канада (Billboard Canadian Hot 100) | 32             |
| Франция (SNEP)                      | 121            |
| Германия (GfK)                      | 79             |
| Ирландия (IRMA)                     | 54             |
| Нидерланды (Single Top 100)         | 97             |
| Шотландия (OCC Scotland)            | 17             |
| South Korea (Gaon)                  | 26             |
| Великобритания (OCC UK Singles)     | 18             |
| США (Billboard Hot 100)             | 87             |

| Регион                                                                      | Сертификация | Продажи   |
| --------------------------------------------------------------------------- | ------------ | --------- |
| Канада (Music Canada)                                                       | Платиновый   | 80 000    |
| Дания (IFPI Danmark)                                                        | Золотой      | 45 000    |
| Италия (FIMI)                                                               | Золотой      | 25 000    |
| Великобритания (BPI)                                                        | Золотой      | 400 000   |
| США (RIAA)                                                                  | Платиновый   | 1 000 000 |
| Данные о продажах + прослушиваниях приведены только на основе сертификации. |              |           |